# Teigngrace
Teigngrace is een civil parish in het bestuurlijke gebied Teignbridge, in het Engelse graafschap Devon. In 2001 telde het civil parish 235 inwoners.